# São João da Madeira
São João da Madeira ist eine Stadt (Cidade) und ein Kreis (Concelho) in Portugal mit 22.143 Einwohnern (Stand 19. April 2021). In einer landesweiten Studie wurde der Ort 2010 als lebenswertester Kreis Portugals ausgezeichnet, und gilt als einzige Stadt in Europa mit flächendeckendem und kostenlosem Drahtlos-Internetzugang.

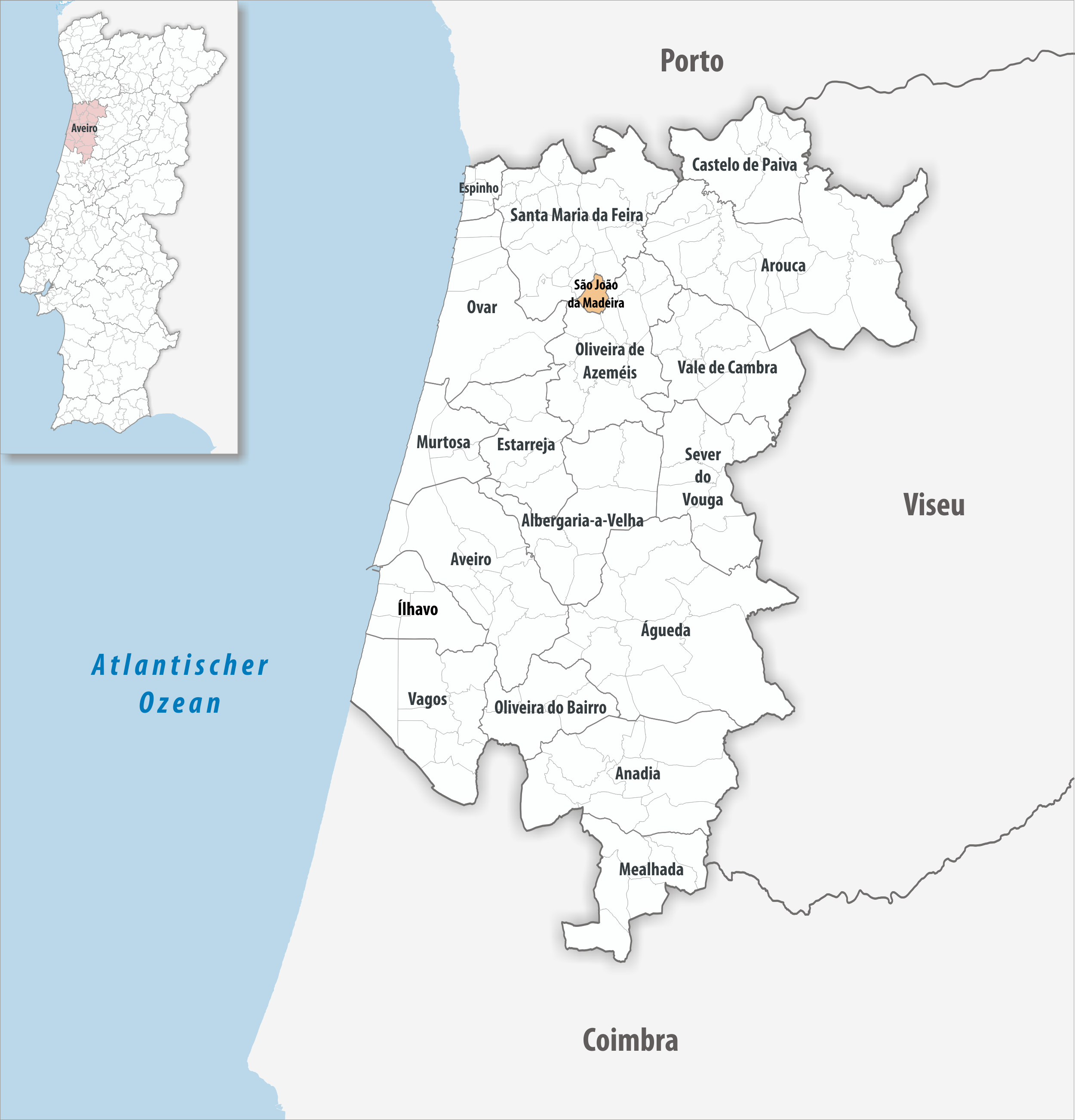
Kreis São João da Madeira

## Geografie
Der Ort liegt etwa 40 km nordöstlich der Distrikthauptstadt Aveiro und 32 km südöstlich von Porto, zu dessen Metropolregion es gehört. Der Fluss Ul durchfließt den Ort.

## Geschichte
Funde belegen eine aufeinander folgende Besiedlung des Ortes durch Keltiberer, Römer, Westgoten und Araber. Die erste offizielle Erwähnung des Ortes stammt aus dem Jahr 1088. Seine entscheidende Entwicklung erlebte der Ort jedoch erst mit der Industrialisierung Ende des 19. Jahrhunderts. Neben dem aufkommenden Handel war es vor allem die Milchwirtschaft und die Hutfabrikation, und später vor allem die Schuhindustrie, von denen die Wachstumsimpulse ausgingen. Die Eröffnung der Eisenbahnlinie Linha do Vouga im Jahr 1908 war ein entscheidender Faktor, neben den verbesserten Straßenanbindungen und der Stromversorgung. 1926 wurde São João da Madeira ein eigenständiger Kreis (Concelho). Die weiter zunehmende Ansiedlung von Industriebetrieben ließ den Ort danach an Bedeutung gewinnen. So wurden beispielsweise die hier hergestellten Oliva-Nähmaschinen und die Sportschuhe Sanjo landesweit bekannt. 1984 wurde die bisherige Vila (Kleinstadt) zur Stadt (Cidade) erhoben.
Vor allem seit Mitte der 2000er Jahre machte São João da Madeira als innovative Stadt landesweit Schlagzeilen. So kündigte die Stadt 2008 ein Projekt an, um seinen Bürgern als erste Stadt in Europa Internetzugang über ein flächendeckendes und kostenloses WLAN zu bieten. Im Juni 2012 waren alle Wohn- und Gewerbegebiete der Stadt abgedeckt, finanziert zu 20 % aus Mitteln der Stadt und zu 80 % aus EU-Mitteln. 2011 entwickelte der Ort als erster in Portugal ein Projekt der Industriekultur zu touristischen Zwecken. In einer Untersuchung auf Basis der Eurofound-Studien ermittelte die sozial- und politikwissenschaftliche Fakultät (ISCSP) der Technischen Universität Lissabon São João da Madeira 2012 als Kreis mit der höchsten Lebensqualität in Portugal.

## Kultur und Sehenswürdigkeiten

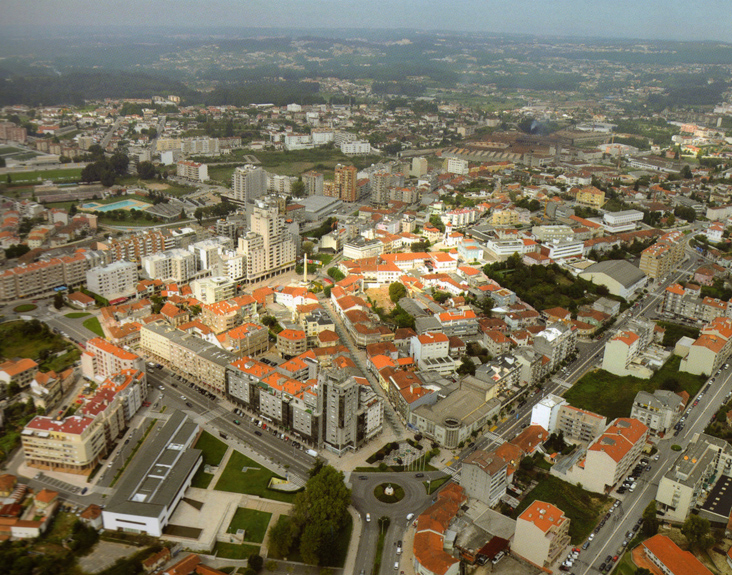
Luftansicht des Stadtzentrums
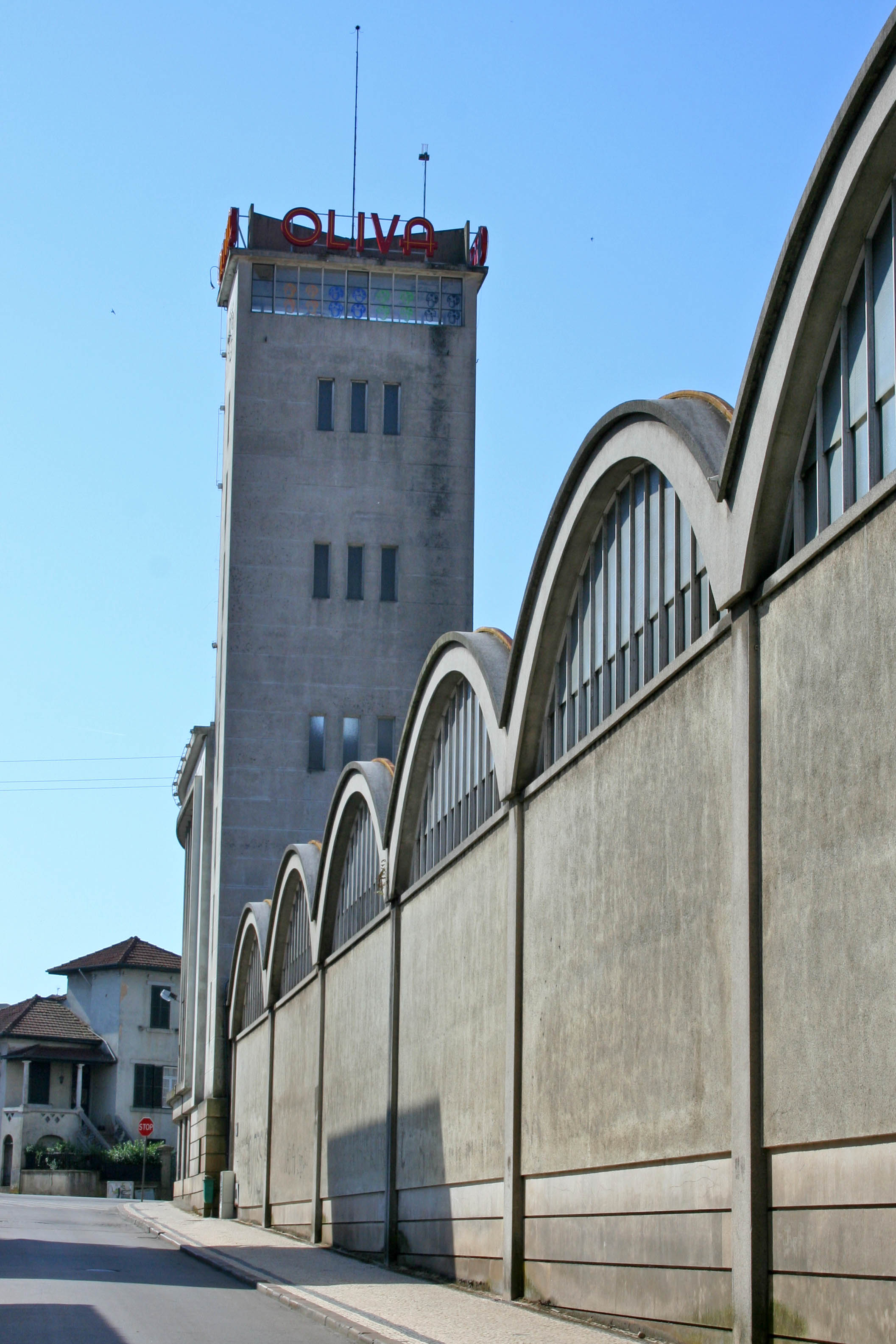
Die frühere Nähmaschinenfabrik Oliva
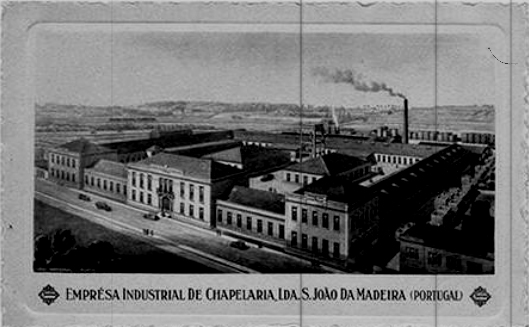
Die Hutfabrik Empresa Industrial de Chapelaria (1914)
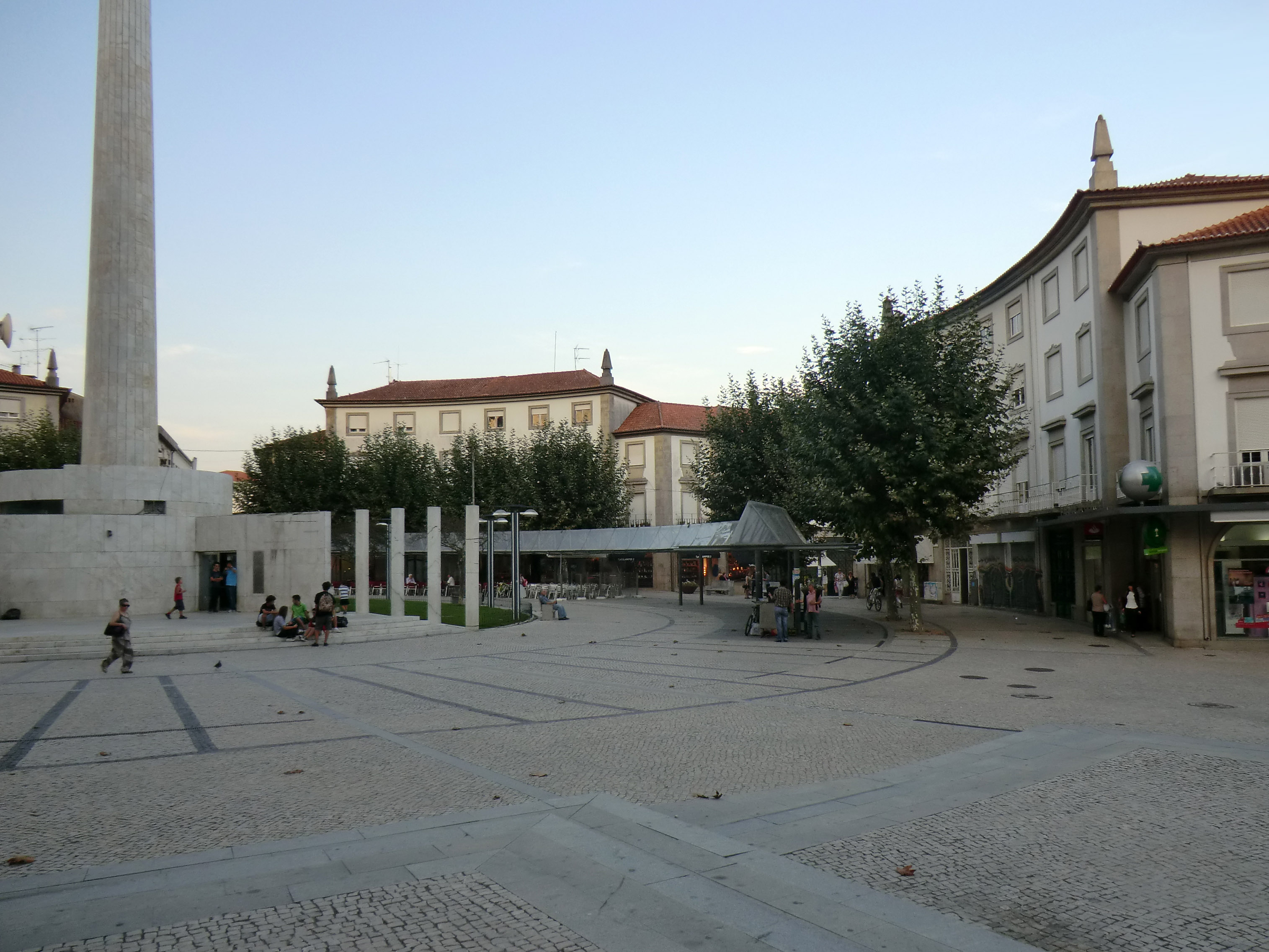
In der Innenstadt
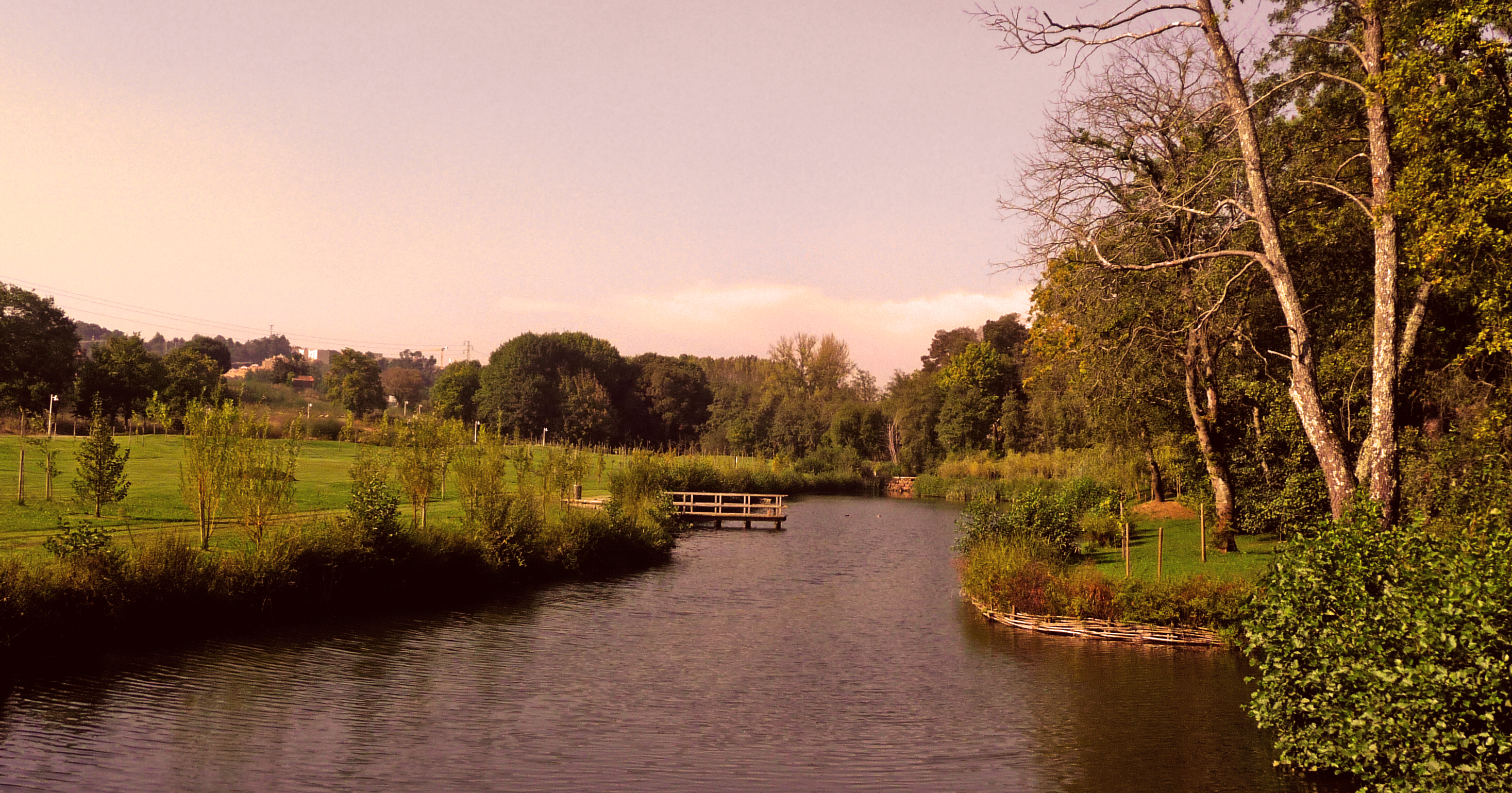
Im Parque Urbano do Rio Ul
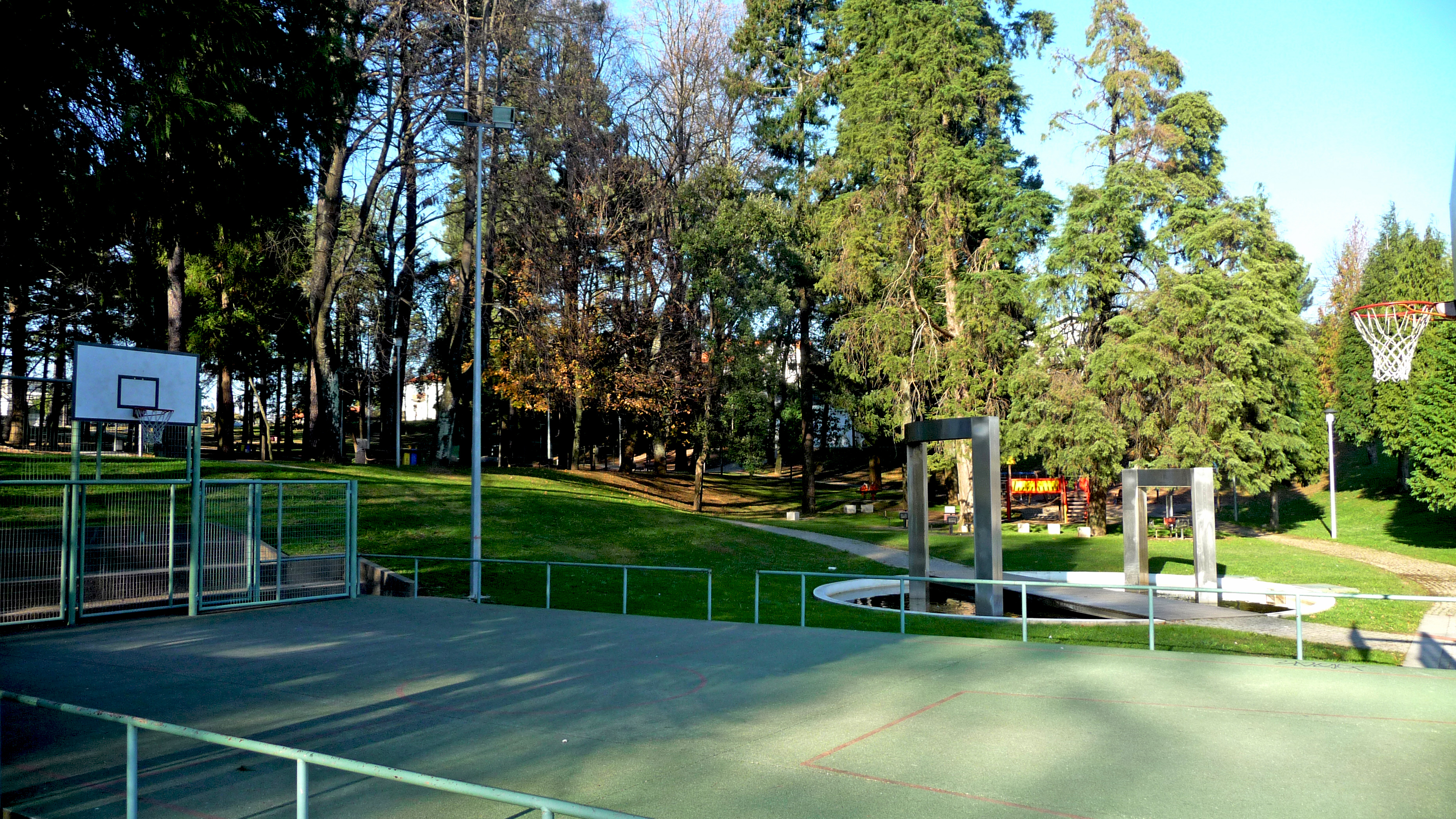
Im Parque Ferreira de Castro
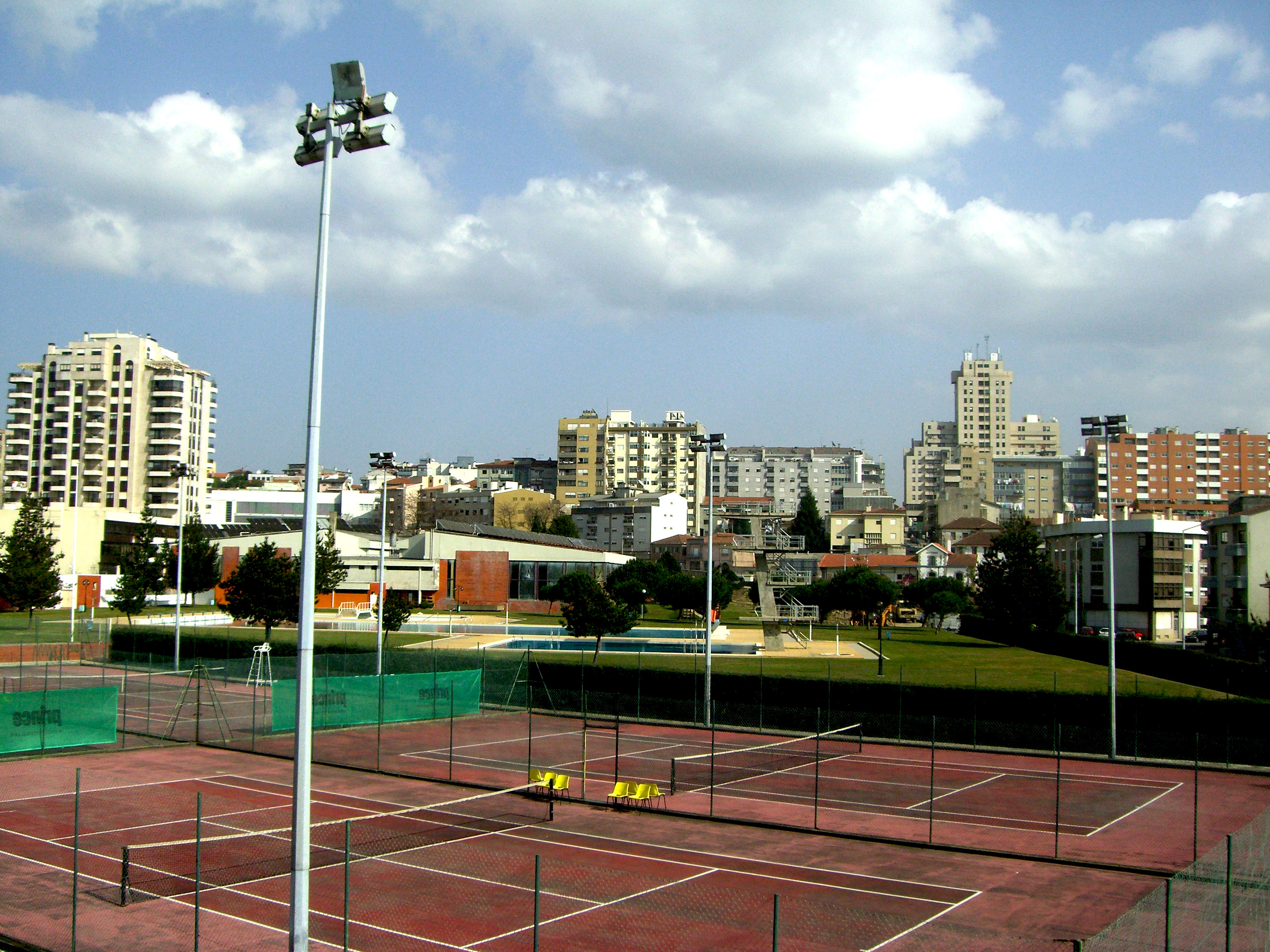
Der Sportkomplex Complexo Desportivo Paulo Pinto
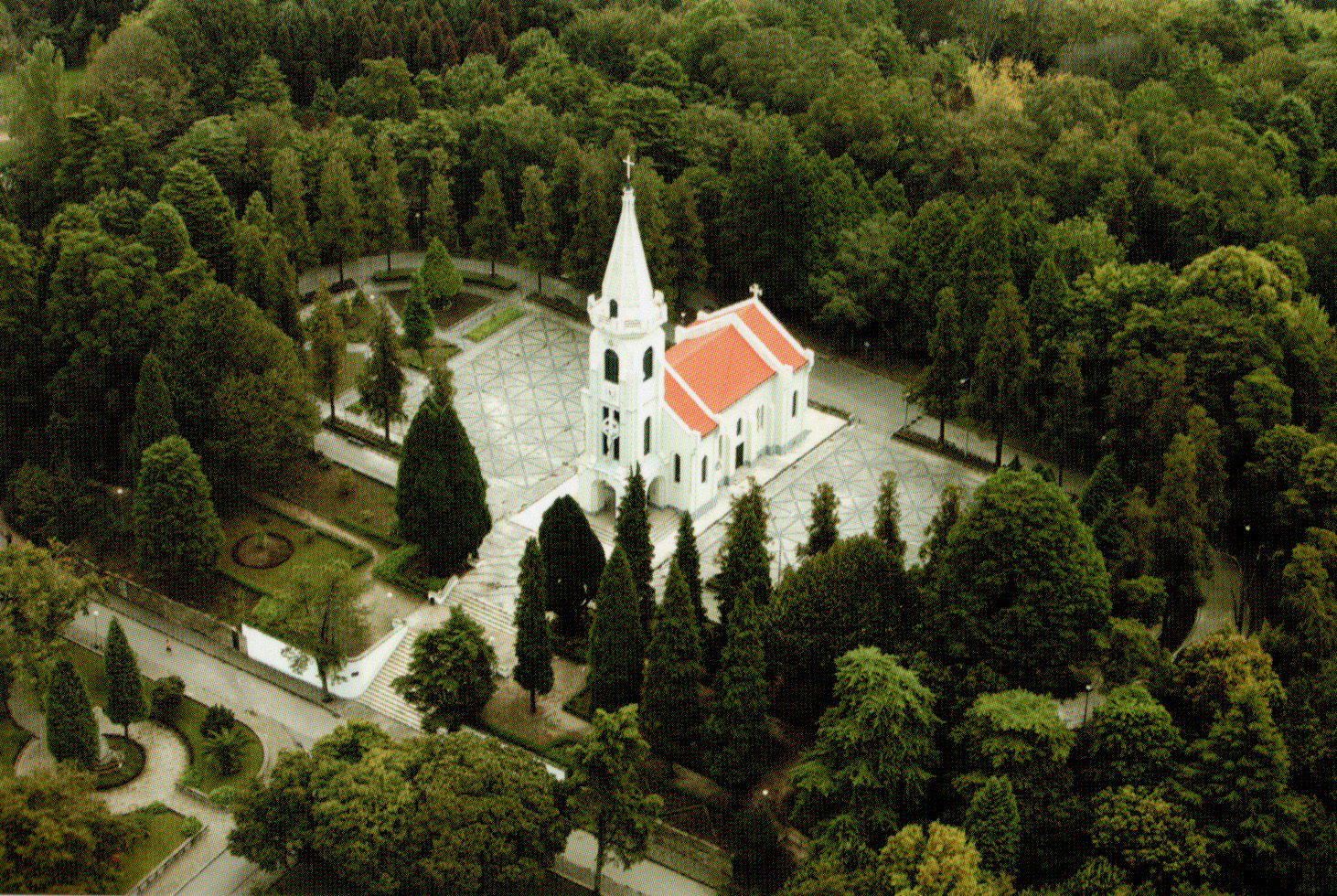
Die Wallfahrtskapelle Capela Nossa Senhora Milagres
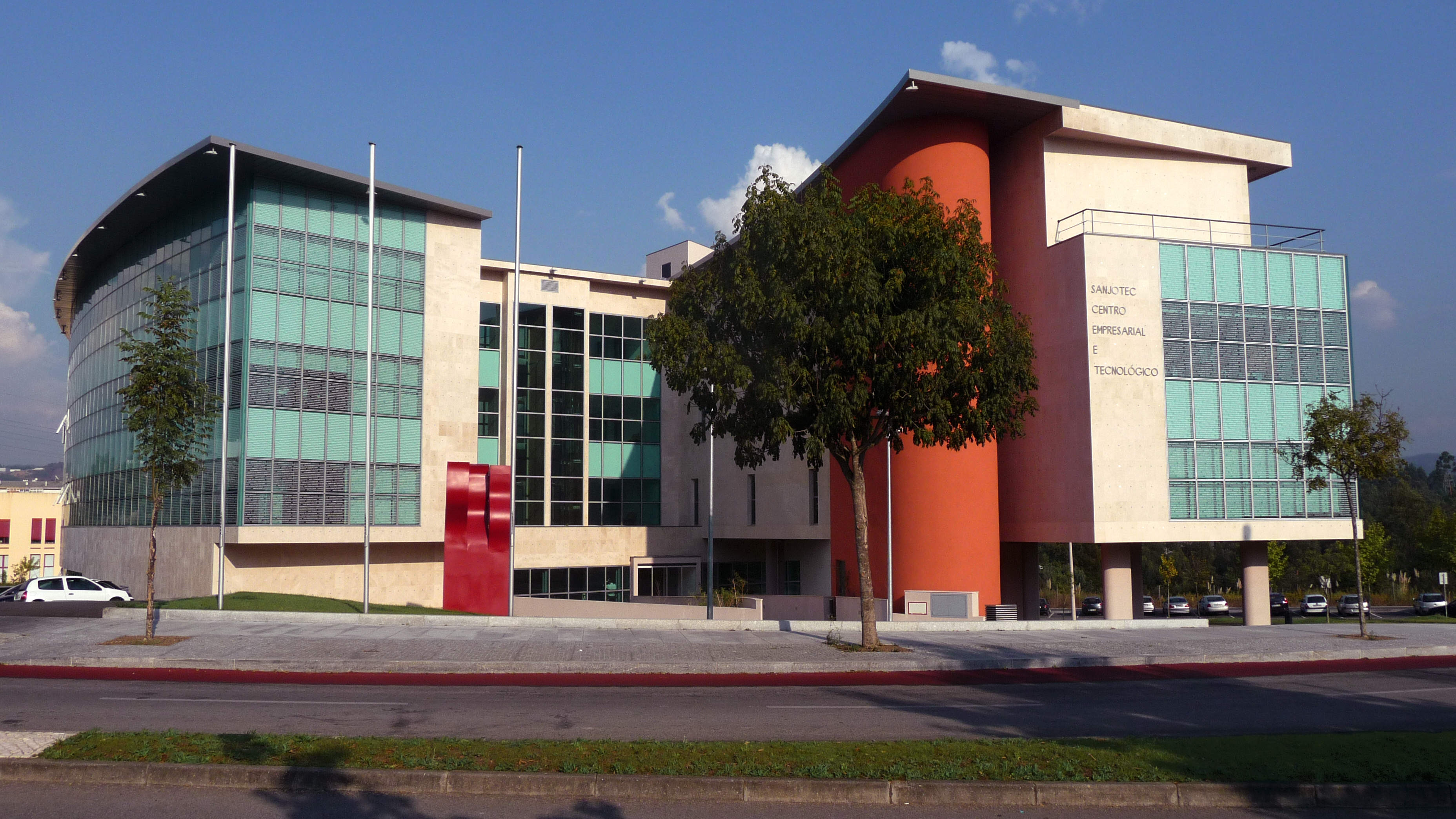
Das Centro Empresarial e Tecnológico
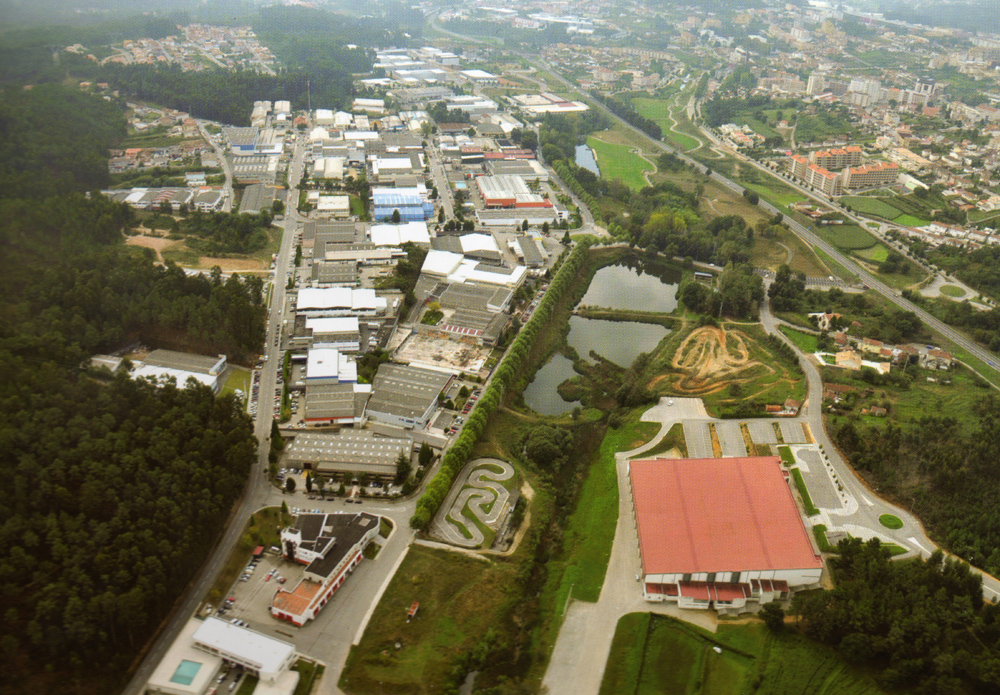
Das Gewerbegebiet Zona Industrial das Travessas
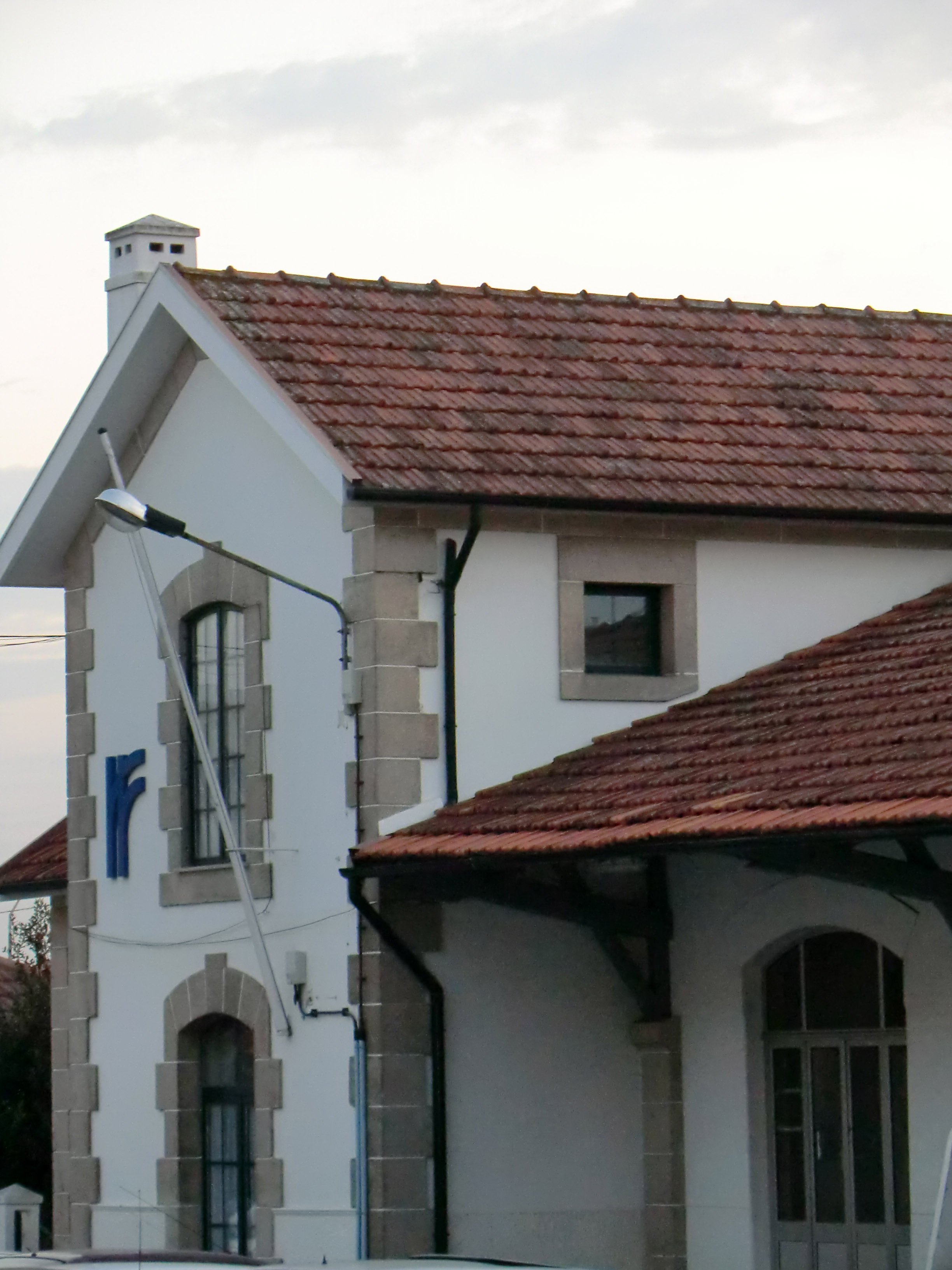
Der Bahnhof von São João da Madeira
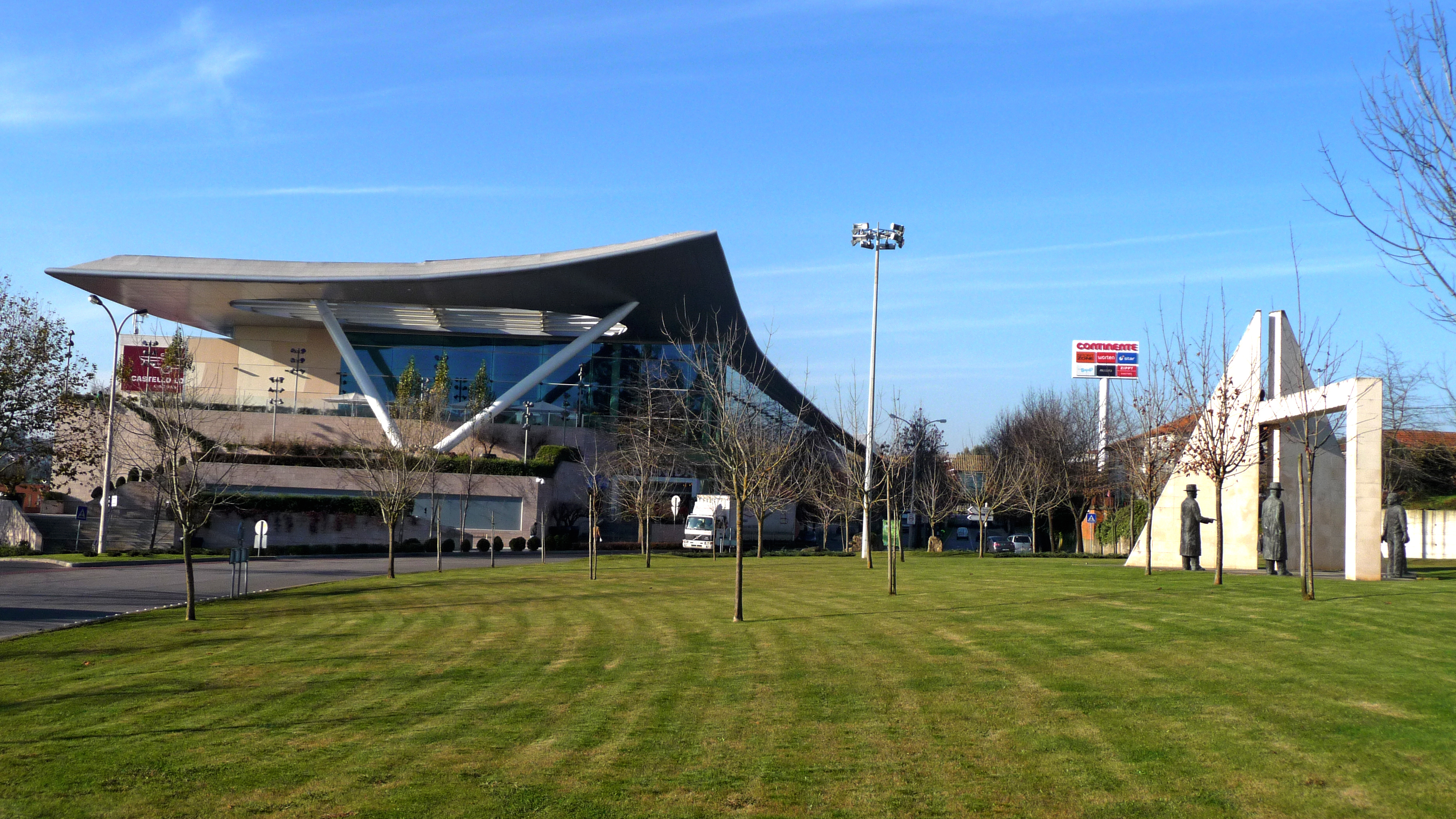
Das Einkaufszentrum 8ª Avenida
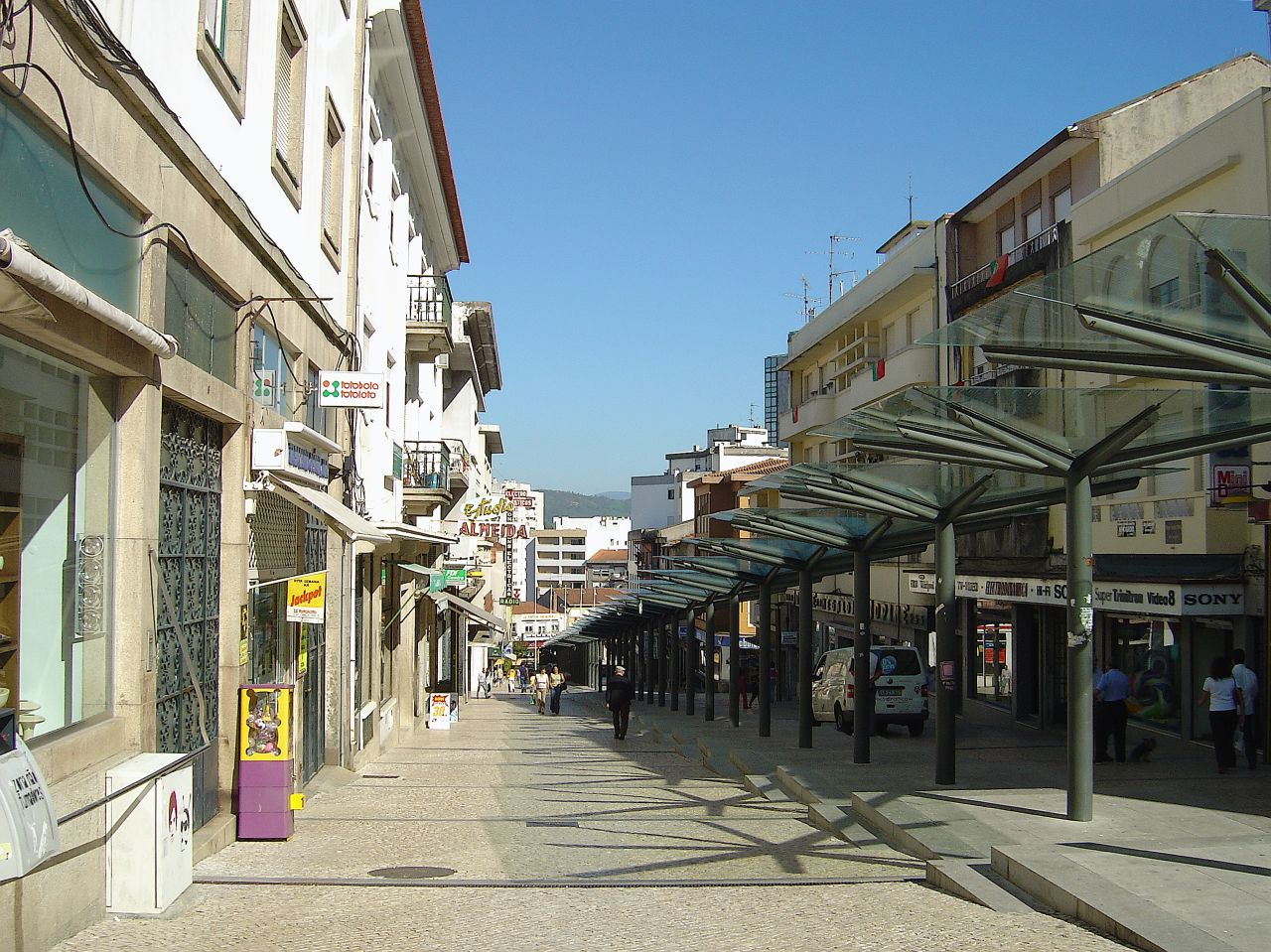
In der Innenstadt von São João da Madeira
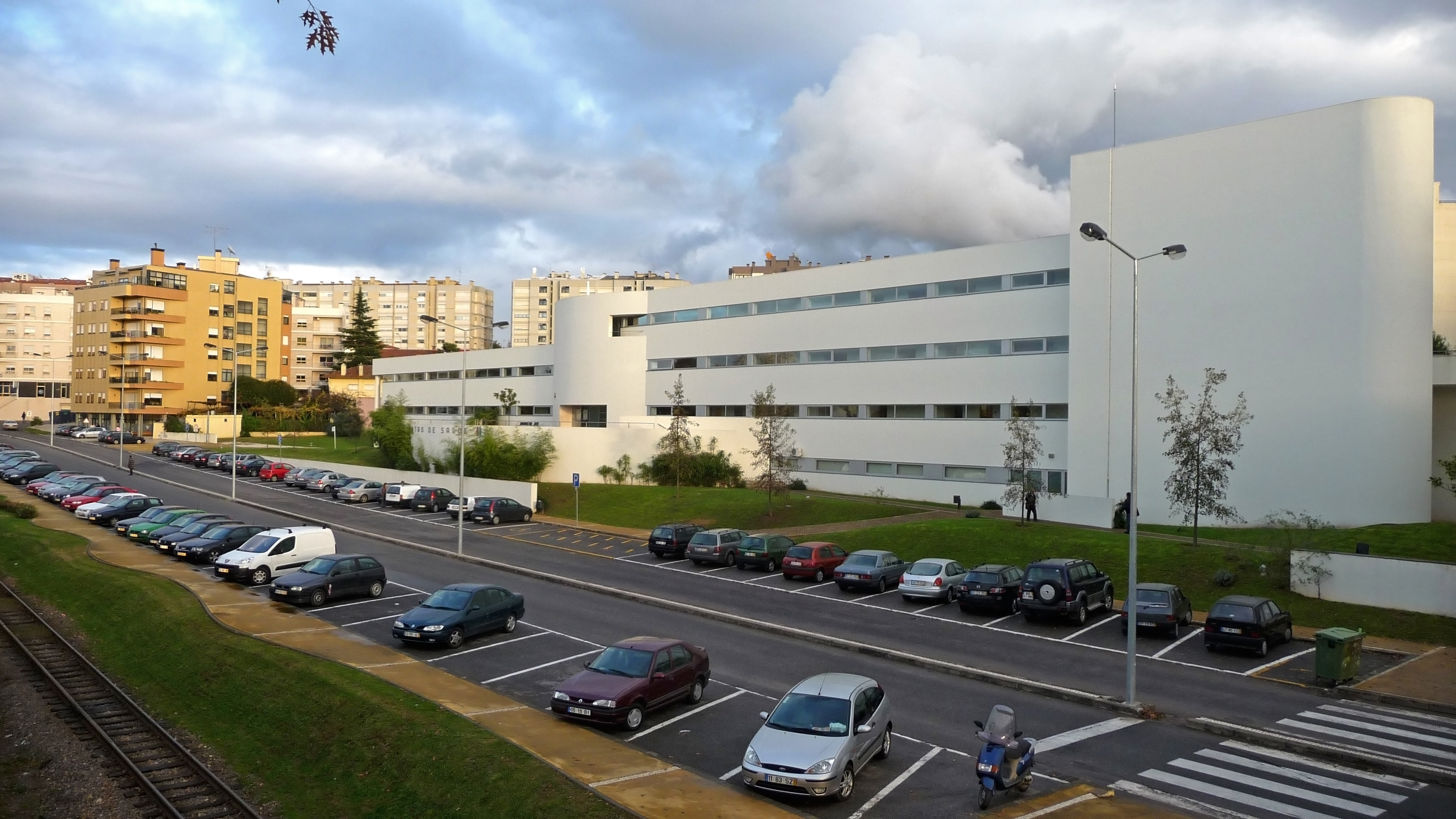
Krankenhaus und Gesundheitszentrum
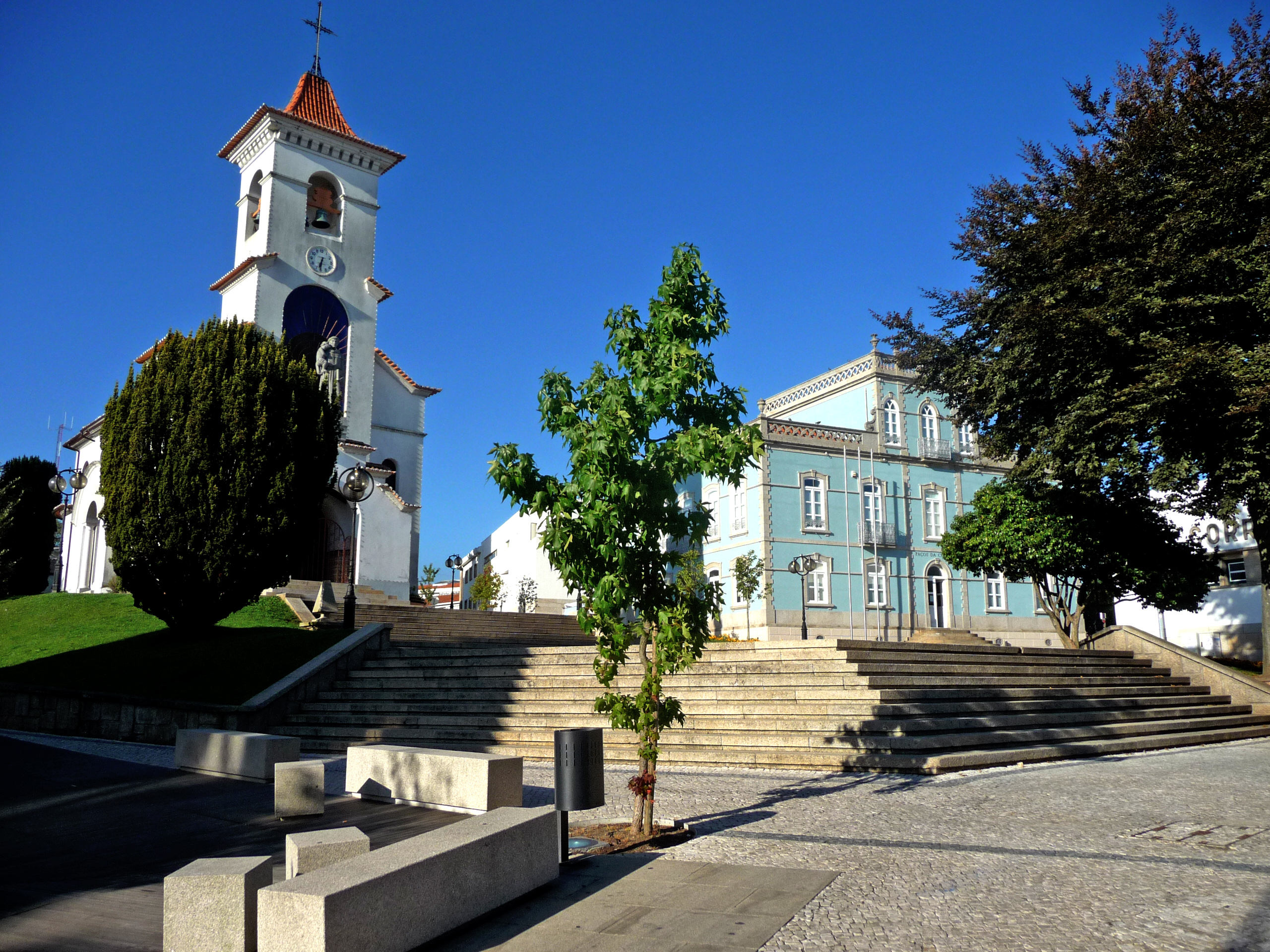
Das frühere Rathaus und die Kapelle Capela Sto Antonio

Das 2005 eröffnete Museu de Chapelaria widmet sich der Geschichte der Hutfabrikation, und im früheren Rathaus (Paços do Concelho) ist mit Paços da Cultura ein Kulturzentrum eingerichtet, wo das Stadtarchiv, Galerien, und Konzert- und Aufführungsräume untergebracht sind. Jährlich im April wird dort das Theaterfestival der Stadt veranstaltet. Im alten Kino Cinema Imperador wird mit dem Centro da Criatividade ein Projekt des Architekten Filipe Oliveira Dias verwirklicht, das Kultur- und Neue Medien-Projekte beherbergen und fördern soll.
Das Erholungsgebiet Parque Urbano do Rio Ul bietet Grünflächen und Lehrpfade, und in der Casa da Natureza ist ein kleines Besucherzentrum mit Informationstafeln eingerichtet, neben einem Flussschwimmbad, Gastronomie und sanitären Anlagen. Weitere Grünflächen bieten der Stadtpark Jardim Municipal am Rathaus, der künstlerisch gestaltete Parque Ferreira de Castro mit Bar und seinen Minigolfanlagen, Picknick-Plätzen, Kinderspielplätzen und altengerechten Erholungsbereichen, und die Grünanlagen rund um die 1930 errichtete Wallfahrtskirche Santuário de Nossa Senhora dos Milagres.
Verschiedene Industriedenkmäler sind zu sehen, insbesondere die denkmalgeschützte Fábrica Oliva (die ehemalige Nähmaschinenfabrik Oliva), und die ehemalige Hutfabrik Empresa Industrial de Chapelaria (heute Museu de Chapelaria).

## Sport
Die 1924 gegründete Associação Desportiva Sanjoanense (dt. etwa: Sportvereinigung von São João) ist der bekannteste Sportverein der Stadt, der neben der Fußballabteilung auch Rollhockey, Handball, Basketball, Leichtathletik, Gymnastik und Behindertensport betreibt. Der Sportschuhhersteller Sanjo entlieh ihm seinen Namen.
Der Ort war mit seiner 4000 Quadratmeter großen Sporthalle Pavilhão das Travessas Austragungsort der Handball-Weltmeisterschaft der Herren 2003. Auch war die Stadt mehrfach Station der Portugal-Rundfahrt Volta a Portugal. Der portugiesische Basketballverband, die Federação Portuguesa de Basquetebol, unterhält hier ein Leistungszentrum. Der Sportkomplex Complexo Desportivo Paulo Pinto bietet vier Tennisplätze, drei Schwimmbäder mit olympischen Schwimmbecken und Sprunganlagen, zwei Fußballplätze, ein Beachvolleyballfeld, und eine Turnhalle. Auf dem Skatepark und der BMX-Anlage im Ort fand 2009 die Landesmeisterschaft im BMX-Freestyle statt.

## Verwaltung

### Kreis
São João da Madeira ist Sitz eines gleichnamigen Kreises, der als kleinster Portugals gilt. Die Nachbarkreise sind (im Uhrzeigersinn im Norden beginnend): Santa Maria da Feira und Oliveira de Azeméis.
Der Kreis hat nur eine einzige Gemeinde (Freguesia), die ebenfalls São João da Madeira heißt.

### Bevölkerungsentwicklung
| 1527 | 1687 | 1798  | 1864  | 1900  | 1910  | 1920  | 1930  | 1940  | 1950  | 1960   | 1970   | 1981   | 1991   | 2001   | 2011   |
| 200  | 605  | 1 296 | 2 221 | 3 115 | 3 954 | 4 407 | 5 481 | 7 424 | 9 266 | 11 921 | 14 105 | 16 444 | 18 483 | 21 102 | 21 713 |

### Städtepartnerschaften
- Kap Verde: Maio (seit 16. Mai 1996)
- Brasilien: Novo Hamburgo (seit 18. August 1996)
- Portugal: Felgueiras (seit 11. Oktober 1996)
- Mosambik: Nampula (seit 9. Dezember 1996)
- Portugal: Alcobaça (seit 17. Juli 1997)
- Angola: Viana (seit 16. Mai 1999)[12]

## Bildung
Im denkmalgeschützten Verwaltungsgebäude der früheren Sozialversicherung, dem Edifício da antiga Caixa de Previdência, ist heute das Schulungsgebäude der Arbeitssicherheitbehörde (Escola Nacional de Estudos e Formação da Inspecção do Trabalho) untergebracht. Auch das Rehabilitationszentrum für behinderte Kinder Centro de Recuperação de Crianças Inadaptadas (CERCI) hat seinen Sitz in der Stadt. Des Weiteren sind Kindergärten, Vorschulen, Grundschulen und alle weiterführenden Schulen im Ort präsent. Im Centro Empresarial e Tecnológico befindet sich mit dem Centro de Formação Profissional da Indústria do Calçado zudem ein Fortbildungszentrum der Schuhindustrie.

## Wirtschaft
Seit dem späten 19. Jahrhundert sind die Industrie und der Handel die wichtigsten Wirtschaftszweige des Kreises. Zahlreiche Industriebetriebe und Unternehmen der Logistik und des Handels sind im Ort und seinen Gewerbegebieten angesiedelt, insbesondere im Industriegebiet Zona Industrial das Travessas und dem Centro Empresarial e Tecnológico, einem Technologie- und Unternehmenszentrum. Mit Initiativen wie dem Gratis-WLAN-Internet für die ganze Stadt, oder dem Kreativzentrum (Casa da Criatividade) im alten Kino Cinema Imperador positioniert sich die Stadt zusätzlich als attraktiver Standort neuer Technologien und Kulturinitiativen. Der Fremdenverkehr soll durch Initiativen der Industriekultur und des Kulturtourismus weiter an Bedeutung gewinnen.

## Verkehr

### Schiene
Der Ort liegt an der Eisenbahnstrecke Linha do Vouga.

### Straße
São João da Madeira hat Anschluss an die Autobahn A32 und liegt nur 7 km entfernt von der A1.

## Medien
Mit den Wochenzeitungen O Regional (gegründet 1922, heutige Auflage: 25.000) und O Labor (gegründet 1987, heutige Auflage: 3.000) erscheinen zwei Lokalzeitungen. Die zwei Lokalradios sind Rádio Regional (88,1 MHz) und Rádio Informédia (106,3 MHz).

## Söhne und Töchter der Stadt
- Cristóvão Alão de Morais (1632–1693), Jurist, Schriftsteller und Genealoge
- João da Silva Correia (1896–1973), Journalist und Schriftsteller
- Serafim Leite (1890–1969), Jesuit, Dichter und Historiker
- Luís Valente de Oliveira (* 1937), Politiker
- António Veloso (* 1957), ehemaliger Fußballspieler
- Clemente Ribeiro da Silva (1943–1977), Autorennfahrer
- António Sousa (* 1957), ehemaliger Fußballspieler, Fußballtrainer
- Carlos Manuel Oliveiros da Silva (* 1959), ehemaliger Fußballspieler, Fußballtrainer
- José Carlos Figueiredo Almeida (* 1963), Restaurator
- Miguel Vieira (* 1966), Modedesigner
- Rui Manuel da Silva Correia (* 1967), Fußballtorwart
- Carlos Secretário (* 1970), Fußballspieler
- Manel Cruz (* 1974), Musiker, Sänger (u. a. Ornatos Violeta)
- Pedro Nuno Santos (* 1977), Politiker (PS)
- Ricardo Sousa (* 1979), portugiesischer Fußballspieler von Boavista Porto früher Hannover 96
- Cândido Costa (* 1981), portugiesischer Fußballspieler
- Bruno Conceição (* 1981), Fußballtorwart
- José Mário Pinto dos Santos (* 1989), Fußballspieler
- João Mário (* 2000), Fußballspieler

Isabel Teixeira Pinto, die Mutter der bekannten Fernsehmoderatorin Bárbara Guimarães (* 1973 in Sá da Bandeira, Angola), stammt aus São João da Madeira.